# Left 4 Dead 2
Left 4 Dead 2 es un videojuego de terror de disparos en primera persona desarrollado y publicado por Valve. La secuela de Left 4 Dead (2008) y el segundo juego de la serie Left 4 Dead, se lanzó para Microsoft Windows y Xbox 360 en noviembre de 2009, Mac OS X en octubre de 2010 y Linux en julio de 2013.
Left 4 Dead 2 se basa en un juego centrado en la cooperación y el motor Source patentado de Valve, el mismo motor de juego utilizado en el Left 4 Dead original. Ambientado tras una pandemia apocalíptica, el juego se centra en cuatro nuevos supervivientes que luchan contra hordas de enemigos conocidos como los infectados, que desarrollan una psicosis grave y actúan de forma extremadamente agresiva. Los Supervivientes deben abrirse camino a lo largo de cinco campañas, intercaladas con casas seguras que actúan como puntos de control, con el objetivo de escapar al final de cada campaña. La jugabilidad se ve alterada procedimentalmente por el "Director de IA 2.0", que supervisa el rendimiento de los jugadores y ajusta el escenario para proporcionar un desafío dinámico. Otras características nuevas incluyen nuevos tipos de infectados especiales y un arsenal de armas cuerpo a cuerpo.
El juego hizo su estreno mundial en el E3 2009 con un avance durante el evento de prensa de Microsoft. Antes de su lanzamiento, recibió reacciones mixtas de la crítica y la comunidad, y atrajo un volumen inusualmente alto de controversia sobre su contenido gráfico. En respuesta, se realizaron modificaciones en la portada, pero tanto Australia como Alemania se negaron a calificar la edición sin modificaciones en el momento de su lanzamiento. A pesar de esto, el juego recibió críticas positivas y se considera uno de los mejores videojuegos jamás creados y uno de los mejores juegos multijugador.

## Campañas
- Dead Center (Punto Muerto): todo comienza en la ciudad de Savannah (Georgia), en la azotea de un hotel donde los supervivientes observan cómo un helicóptero de evacuación se aleja sin verlos. La "CEDA" informó que había otro centro de evacuación en el Centro Comercial Liberty, por lo tanto debemos dirigirnos hacia allí. Y para eso tendremos que salir del hotel (ya que se está desmoronando por los incendios que hay en su interior). También tendremos que atravesar las calles bloqueadas por vehículos y barricadas policiales para luego entrar en una tienda de armas, donde el dueño nos ayudará a destruir la barricada cuyo camino nos lleva al centro comercial (no sin antes entregarle unos refrescos de Coca-Cola). Una vez dentro del edificio, descubrimos que ya fue invadido por los infectados, por lo cual tendremos que luchar contra los infectados hasta llegar al atrio, en donde encontraremos el automóvil de Jimmy Gibbs Junior en exhibición. Tendremos que recoger los trece botes de gasolina para llenar el depósito del auto y una vez que esté lleno, lo usaremos para escapar. Esta campaña está situada al mismo tiempo que The Sacrifice.
  - The Passing (Defunción): después de escapar de "Dead Center", nos detendremos frente a un puente cerrado en el pueblo de Rayford (Georgia), un pueblo conocido por su buena vida nocturna. Allí nos encontraremos con uno de los supervivientes del anterior juego, quien nos saluda y nos dice que no pueden bajar el puente, ya que los generadores están en la otra orilla. Por lo tanto, debemos llegar hasta allí. Tendremos que recorrer la zona costera de la ciudad, recorriendo sus calles y pasarelas, atravesando tiendas y un centro nocturno, una calle en obras e incluso pasar a través de un lugar donde se estaba celebrando una boda. También debemos recorrer el sistema de drenajes que pasa por debajo del río. Al estar al otro lado, nos encontraremos con Francis, Zoey y Louis. También encontraremos el cadáver de Bill, quien se sacrificó por los tres. El generador no tiene combustible y no puede funcionar si no tiene, por lo tanto debemos buscar botes de gasolina por los alrededores para hacerlo funcionar. Una vez que esté lleno de combustible, tendremos que esperar a que el puente baje. Cuando ya esté bajado, volveremos al automóvil y continuaremos el viaje, mientras los protagonistas del primer juego se despiden de nosotros. Esta campaña es la más corta de todas, y es la única campaña del primer contenido descargable: "Defunción". En esta campaña podemos ver una witch vestida de novia y también podemos encontrar el cadáver de Bill y podremos recoger su arma, pero no podremos revivirlo con el desfibrilador.

- Dark Carnival (Feria Siniestra): llegamos al Condado Griffin, aún en Georgia. No podemos seguir utilizando el automóvil que usamos para escapar debido a un gran embotellamiento de vehículos, por lo tanto, debemos seguir a pie. Ahora hay que dirigirse al parque de atracciones "Whispering Oaks", recorriendo la autopista llena de vehículos abandonados y pasando también por un motel igualmente abandonado. Una vez que estemos en el parque de atracciones, debemos atravesarlo (pasando por las pequeñas atracciones y por puestos de comida, entrando y recorriendo el túnel del amor e incluso subir por una montaña rusa) hasta llegar al escenario del concierto de los Midnight Riders. Allí activaremos la música y las luces del concierto para que un helicóptero que estaba sobrevolando la zona se percate de nuestra presencia y venga a rescatarnos.

- Swamp Fever (Pantanos): el piloto del helicóptero que nos salvó en "Dark Carnival" estaba infectado y Nick tuvo que dispararle para acabar estrellándonos en algún lugar cercano a los pantanos. Ahora debemos escapar de los pantanos pasando por varios caminos entablados, por zonas en donde el agua nos llega hasta las rodillas, por construcciones hechas con materiales de mala calidad, atravesar también los restos de un avión comercial estrellado hasta finalmente llegar a una antigua plantación abandonada. Aquí encontramos una radio encendida donde solicitaremos un rescate. Nos responde un tipo llamado "Virgil", desde un pequeño barco el cual llegará unos minutos después para sacarnos de allí y rescatarnos.

- Hard Rain (El Diluvio): Llegamos a "Ducatel" (Misissippi), un pueblo construido junto a una antigua azucarera que iba a ser demolida. Virgil nos dice que su bote necesita más combustible para poder llegar a Nueva Orleans, por lo tanto, nos bajaremos en el pueblo para buscar combustible. Al descubrir que la gasolinera más cercana no tiene combustible, deberemos recorrer la ciudad ahora deshabitada, pasar por el complejo azucarero "Ducatel" (el cual está en ruinas y abandonado desde hace varios años) y también atravesar los campos de caña de azúcar para llegar a una gasolinera que está a casi tres kilómetros de distancia de nuestro punto de partida. Allí encontraremos botes con diésel. Ahora con los botes atados a la espalda, hay que volver por el mismo camino que tomamos, pero ahora atrapados en un fuerte temporal de viento y lluvia. Al regresar al punto de inicio, encenderemos el letrero luminoso de un restaurante para que Virgil nos detecte y nos salve del huracán y de los infectados que se aproximan.

- The Parish (La Parroquia): finalmente llegamos a Nueva Orleans, pero la infección llegó antes que nosotros. Nuestro amigo Virgil nos deja en un muelle, a una corta distancia del puente que conecta la ciudad con un centro de evacuación (al otro lado del Río Misissippi). Con los F-18 volando y amenazando con bombardear la ciudad, debemos atravesar el famoso French Quarter de la urbe sureña de Nueva Orleans, ir por sus calles y jardines, también por los interiores de algunos edificios y restaurantes, incluso pasar por el cementerio de la ciudad y por uno y que otro sitio lleno de zombis hasta llegar al puente. Una vez que estamos en el puente, debemos atravesarlo hasta llegar al otro lado (antes de que los cazas bombardeen el puente). Allí nos espera un helicóptero para llevarnos y extraernos a una base militar en alta mar, fuera del alcance de los infectados.

- The Sacrifice (El Sacrificio): esta campaña transcurre antes de "The Passing" y al mismo tiempo que "Dead Center". Es la secuela directa de "Blood Harvest" de Left 4 Dead. Cuenta la historia de cómo Bill, Zoey, Francis y Louis, llegan a la ciudad de Rayford (Georgia) tras un largo recorrido en tren. Una vez en Rayford, los supervivientes tendrán que abrirse paso a través de un increíble accidente ferroviario, una fábrica de ladrillos y un gran barco repleto de infectados, hasta finalmente encontrar un velero para ir a unas islas a las que Bill propuso llevarlos. Una vez que encuentren el velero y reúnan las provisiones suficientes, el grupo deberá encender tres generadores para elevar el puente y despejar el paso para ir al velero y luego al mar. Sin embargo, el ruido provocado por el puente atrae a cientos de infectados, un generador falla y uno de los supervivientes debe sacrificar su vida para volver a encenderlo (en el cómic oficial, ésta tarea la realiza Bill), mientras los otros supervivientes se quedan en el puente sin poder hacer nada para rescatarlo. Esta campaña forma parte del Segundo Contenido Descargable: "El Sacrificio".

- Cold Stream (Aguas Turbulentas): luego de que el equipo escapara de Nueva Orleans, el helicóptero que los transportaba se estrelló en un arroyo dentro de un bosque. El grupo se ve obligado a seguir el trayecto del arroyo pasando por una alcantarilla para llegar a una autopista la cual los lleva a un puente que deben cruzar, para luego bajar otra vez al río y llegar a un almacén abandonado donde encuentran una radio donde hablarán con un piloto que los espera en una base militar. El equipo tiene que cruzar un río para llegar a un túnel que los lleva a la base donde el helicóptero los espera para llevarlos lejos de los infectados. Esta campaña pertenece al contenido descargable "Aguas Turbulentas" y no pertenece al canon original del juego.

- The Last Stand (La Batalla Final): los supervivientes del juego original acaban de salir de Riverside y se encuentran varados. Tienen que avanzar por un riachuelo seco debajo de un pequeño puente donde ven una avioneta averiada volando bajo y rápido. Atraviesan una casa para llegar a un deshuesadero de automóviles donde tendrán que usar una grúa para abrirse camino al bosque. Al pasar el depósito de chatarra, se encuentran con el bosque en llamas y la avioneta que vieron antes, la encuentran estrellada con el piloto fallecido a un lado. Al atravesar varias cabañas, se encuentran con un puesto de vigilancia militar donde escuchan a alguien hablar por radio. Finalmente llegan a un faro que deben encender donde deben hacer funcionar su generador llenándolo de combustible para finalmente ser rescatados. Es una campaña completamente nueva basada en el mapa de supervivencia original del primer Left 4 Dead, fue parte de una actualización desarrollada por miembros de la comunidad, se constituye de solo dos capítulos y se especula que es un final alternativo de la campaña "Toque de Difuntos" ya que ambas están relacionadas con Riverside aunque se discute si pertenece o no al canon original del juego.

Gracias a las expansiones El Sacrificio y Aguas Turbulentas, los jugadores pueden acceder a todas las campañas de la primera entrega, integrando así ambos juegos en uno solo. Además, la versión para PC permite descargar campañas adicionales creadas por la comunidad a través de Steam Workshop y otros sitios externos.
En esta nueva entrega, los supervivientes principales son cuatro: Nick, Ellis, Rochelle y Coach. También están disponibles los personajes originales del primer juego en las campañas de El Sacrificio y La Batalla Final: Louis, Francis, Bill y Zoey. En la versión de Steam, los usuarios pueden modificar atuendos y apariencias de los supervivientes mediante modificaciones creadas por la comunidad.

### Paquetes de Contenido (DLC)
Defunción (DLC #1). Incluye una campaña de tres capítulos llamada "Defunción", con nuevos infectados como "El superviviente caído", nuevos modelos de infectados normales y un nuevo modelo de Witch (vestida con velo de novia). Nuevas armas como la M60, el bate, el palo de golf y nuevos recursos como los "Lockers". También incluye el modo de juego "Mutaciones" y otras adiciones menores. Disponible desde el 22 de abril de 2010.
El sacrificio (DLC #2). Incluye la campaña de tres capítulos "El Sacrificio", más largos que los capítulos del primer DLC, y la campaña "Alta Médica" del juego anterior. También incluye armas como la M60 y el bate de béisbol, además de permitirte jugar con los supervivientes del juego anterior y un nuevo modelo para el Tank. Por último, añade cinco nuevas mutaciones a los que compraron el primer DLC y un nuevo explosivo, "El barril". Disponible desde el 10 de octubre de 2010. 
Aguas turbulentas (DLC #3). Incluye una nueva campaña de cuatro capítulos, "Cold Stream", y cuatro campañas del primer Left 4 Dead: "Terapia de Choque", "Toque de Difuntos", "Último Vuelo" y "Cosecha de Sangre". Cold Stream estuvo en desarrollo desde principios de 2011, sin embargo al ser el contenido más grande que había desarrollado Valve para Left 4 Dead 2, su salida se retrasó varios meses. Estuvo disponible a partir del 24 de julio de 2012 en Steam y a partir del 3 de agosto de 2012 para Xbox 360. A diferencia de los primeros dos DLC, este no cuenta con nuevas armas, pero incluye una opción para elegir cualquier mutación a voluntad para aquellos que compraron el primer DLC. Cold Stream no es parte de la historia canon del juego.
La batalla final (DLC #4). Esta es la actualización más grande de Left 4 Dead 2 después de 8 años, fue completamente desarrollada por la comunidad y para la comunidad. Incluye una nueva campaña llamada "La Batalla Final", basada en el mapa de supervivencia del mismo nombre del Left 4 Dead original. Hasta el momento, era la única campaña oficial del L4D1 que no había sido porteada a la segunda entrega. En esta campaña los supervivientes del primer juego tienen que escapar encendiendo un faro, además de tener que enfrentar a cuatro tanks y repostar latas de combustible para asegurar la supervivencia. Esta actualización añadió 26 nuevos mapas para el modo supervivencia, 4 nuevos mapas para el modo búsqueda, 2 nuevas armas cuerpo a cuerpo (la pala y la horquilla) y la inclusión de las 5 armas de Counter-Strike: Source que hasta el momento de esta actualización eran exclusivas de la versión alemana del juego: la H&K MP5, el AWP, el Steyr Scout, el SIG SG 552 y el cuchillo de combate. También se añadieron 30 logros desbloqueables completamente nuevos y se incluyeron los modelos de infectados del primer juego, además de nuevas animaciones, diálogos y mejoras para el PVP, así como soluciones de un gran cantidad de bugs, glitches y exploits. Está actualización está disponible de forma gratuita desde el 24 de septiembre del 2020 exclusivamente para la versión de Steam del juego.

## Personajes
- Coach: es un hombre de 44 años de gran estatura, con sobrepeso, gran apetito y buen corazón. Comenzó una carrera deportiva jugando como defensa en el equipo de fútbol americano de la universidad donde estudiaba, pero una fuerte lesión hizo que se alejara de ese sueño y acabara siendo profesor de educación física en una escuela secundaria en su ciudad natal. Al ver como su querida ciudad es devastada por la infección, no tiene más opción que usar sus conocimientos para guiar a los sobrevivientes a través de los peligrosos caminos rumbo a Nueva Orleans. Viste una camiseta polo de un equipo de fútbol americano, unos guantes negros y un pantalón de dril beige con cinturón.

- Ellis: es un joven de 23 años oriundo de Filadelfia. Ama la vida, se cree inmortal y puede usar cualquier contratiempo como una diversión para impresionar a sus amigos. Divide su tiempo entre trabajar como mecánico y salir a divertirse con sus amigos, dejando los domingos libres para ir a casa de su madre a almorzar. Viste con un uniforme de trabajo amarrado a la cintura, una camiseta de color amarillo con un logotipo negro y la gorra del taller donde trabajaba. Nota: el primer gran amor de Ellis fue Zoey. En la campaña "Defunción" la ve en el puente (en una de las varias escenas de esta campaña).

- Nick: tiene 35 años, era un ludópata que había sido arrestado por fraude. Su vida lo llevó a aprender una gran lección: no confiar en nadie, pues gracias a esto lo atraparon. Cuando llegó a Savannah para enfrentar el juicio, se encontró con varios cadáveres amontonados y con zombis. Lo primero que se le ocurrió al ver la magnitud del desastre de esta infección fue entrar a una tienda y robar el traje más caro. Luego de vestirse, se da cuenta de que no está solo, pues se había encontrado otros tres sobrevivientes en el camino. Esto lo lleva a forjar una débil alianza con ellos. Viste un traje de color blanco y una camisa azul eléctrico. También lleva varios anillos en los dedos.

- Rochelle: tiene 28 años y es originaria de Cleveland, Ohio. Trabajaba como asistente en una gran productora de televisión. Su trabajo consistía en cargar cables, preparar el equipo técnico y hacer cafés. Un día le dijeron que tenía que ir a Savannah a hacer un reportaje sobre la evacuación que estaban haciendo en dicha ciudad. En Savannah, la situación resultó ser completamente diferente a lo que ella esperaba. Preparando las cámaras para el reportaje televisivo se vio inmersa en una batalla con zombis. Viste unos jeans oscuros, una camiseta rosa con el logo de la banda Depeche Mode, unas botas de cuero marrón oscuro y un brazalete dorado en su muñeca izquierda

### Otros personajes
- Bill
- Zoey
- Louis
- Francis
- Midnight Riders
- John Whitaker
- Virgil
- John y Amanda Slater
- Los pilotos de los helicópteros de las campañas de: NO MERCY, COLD STREAM, DARK CARNIVAL y THE PARISH
- Cura del refugio de la iglesia de la campaña DEAD TOLL
- Piloto del C-130 de la campaña DEAD AIR
- Supervivientes del camión de la campaña THE PASSING midnight riders
- Los Ángeles de la Muerte
- Chicago Ted (Disparos de fondo)

## Infectados
Los infectados son aquellos que nos encontraremos a lo largo del juego y tendremos que defendernos. Hay diferentes mutaciones, las cuales son:
- Infectados comunes: También conocidos como La Horda aún conservan su forma humana; si bien se los puede matar con disparos de pistola, su fuerza radica en su arrasante superioridad numérica. Son muy agresivos,(incluso, a veces, se los ve peleando entre ellos) y a diferencia de la anterior entrega, en la cual su vestimenta era de oficina (camisas, trajes, corbatas), se pueden encontrar infectados vestidos con ropa informal. Cada uno de ellos poseen 50 puntos de salud y carecen de resistencia alguna al fuego, por lo que morirán al ser alcanzados por las llamas del molotov. Estos infectados no son zombis como tal ya que están infectados y enfermos por el virus pero en una parte de la jugabilidad en el modo .Vs Realista los convierte automáticamente en Muertos Vivientes ya que hay que disparar a la cabeza para matarlos.

### Infectados especiales
En esta entrega, aparecen los mismos de la anterior y otros nuevos. Los originales han sufrido algunos cambios debido a una exposición prolongada al virus.
- Boomer: Infectado obeso que puede lanzar su bilis sobre los supervivientes. Esta sustancia actúa como feromona que atrae una gran cantidad de zombis hacia el superviviente impactado, nublando su visión durante 20 segundos . Cuando muere, el Boomer explota impregnando de bilis todo lo que hay a su alrededor, pudiendo afectar a los supervivientes. En esta entrega ha perdido el cabello, sus pústulas son mayores, y su piel se ve más deteriorada. Se puede encontrar la versión femenina de éste, siendo el único infectado con esta particularidad. Es el más débil de todos ya que solo tiene 50 puntos de vida y aguantará 10 segundos ardiendo. La explosión aturde tanto a supervivientes como a infectados (si tienen a una víctima atrapada en el momento en que un Boomer muere y explota cerca de ellos, soltaran a la presa).

- Smoker: Infectado alto y delgado que atrapa con su lengua a los supervivientes, provocando que la víctima se aleje del grupo, mientras ésta se va asfixiando. Puede llevarla hasta sí mismo, momento en el cual comenzará a golpearla. También puede dejarla colgando en una zona con altura, quedando a merced de los demás infectados quienes la atacarán hasta matarla. Cuando el Smoker muere, deja una espesa cortina de humo que distorsiona la visión, dándole así su nombre. En esta entrega, su ropa fue modificada, se le ha deformado medio rostro y le han salido varias lenguas falsas alrededor de la cabeza lo que hace más difícil saber cual es la que asfixia al superviviente. Emite sonidos de un hombre con tos ronca, y deja a su paso una pequeña estela de humo, con lo cual es fácil saber cuando hay un Smoker merodeando cerca. Tiene 250 puntos de vida.

- Hunter: Infectado muy rápido y ágil que puede atacar y dañar severamente a un superviviente, ya que al embestirlo lo deja indefenso y solo puede liberarse con la ayuda de uno de sus compañeros. Es capaz de saltar desde un edificio sin hacerse daño. Es muy silencioso, pero al agacharse para atacar emite gruñidos que advierten de su presencia, al igual que los estridentes gritos al momento de arrojarse sobre un superviviente. En esta entrega ha perdido los zapatos, la parte inferior de los pantalones (de la rodilla para abajo) y las mangas (del codo para abajo) y le han salido pústulas. Al igual que el Smoker, tiene 250 puntos de vida.

- Witch: Infectado femenino reconocible por su llanto, el cual se puede escuchar desde una considerable distancia. Es muy peligrosa, ya que si un superviviente la ataca o la asusta, comenzará a perseguirlo velozmente, incapacitándolo de un solo golpe (en dificultad Experto y modo Realista, su ataque asesina instantáneamente). Debido al peligro que representa, se recomienda avanzar rápidamente cuando estemos cerca, procurando no alumbrarla con la linterna, aunque lo mejor es siempre pasar lejos de ella, ya que no es necesario enfrentarla. No ha sufrido cambios respecto del juego original, pero en esta entrega se la puede encontrar caminando libremente por el mapa, lo cual la hace más impredecible. Esto se aprecia especialmente en la campaña Hard Rain (El Diluvio), al momento de atravesar una fábrica azucarera abandonada, donde se pueden encontrar muchas; se tiene la teoría de que se sienten atraídas por el olor del azúcar y a la ingente cantidad de lluvia que cae. En la campaña The Passing (Defunción) se encuentra una Witch vestida de novia, y se tiene que pasar al lado de ella para poder avanzar. Se puede matarla con un único disparo de escopeta, si se logra que todos los perdigones impacten en ella. Tiene 1000 puntos de vida y es la única infectada no jugable en el modo Versus.

- Tank: Infectado monstruoso, robusto y de gran tamaño. Da puñetazos muy fuertes, los cuales arrojan por los aires a infectados y supervivientes por igual. También arroja cosas pesadas (como rocas, vehículos, contenedores de basura, montacargas, e incluso árboles enteros), lo que puede incapacitar e incluso, matar a los supervivientes. En partidas en dificultad experto, un solo golpe o impacto incapacita a los supervivientes, por lo que puede llegar a eliminar un equipo entero. Emite graves rugidos que parecen los de una bestia enfurecida, acompañados de una música particular que se escucha cuando el Tank ataca. En esta entrega ha perdido el cabello, su lengua se redujo a la mitad, ahora es más rosado y tiene los pantalones manchados de sangre. Es el infectado con más puntos de vida, los cuales aumentan basándose en la dificultad de juego.

A continuación, se detallan los infectados especiales introducidos en la nueva entrega:
- Charger: Infectado deforme que posee un poderoso y gigantesco brazo, cuyo tamaño es inversamente proporcional al otro, que es muy pequeño y no tiene movimiento. Es capaz de correr a gran velocidad, atrapando en el camino a un superviviente y alejándolo de los demás; acto seguido, comienza a estamparlo contra el suelo, quitándole mucha vida. Si hay más supervivientes en el camino, también los embiste, haciéndolos volar por el aire. Su ataque puede significar una muerte instantánea, en ocasiones, para más de un superviviente; esto ocurre si la carrera del Charger es en dirección hacia una cornisa o precipicio. Tiene una gran cantidad de puntos de vida y si se encuentra en terreno abierto, se hace difícil seguirle una vez ha arrastrado a alguno de los supervivientes. El ruido que hace es similar al bramido de un toro, además se escuchan unos extraños balbuceos, sonidos que delatan su presencia. Tiene 600 puntos de vida.

- Spitter: Infectado femenino de complexión alta y delgada, cuyo estómago está lleno de un ácido muy corrosivo, el cual puede escupir a una gran distancia. Al llegar al suelo se expande y daña a los supervivientes situados en dicho charco, provocando más daño cuanto más tiempo estén sobre él. En ocasiones es muy silenciosa, pero de vez en cuando emite unos chillidos muy agudos y característicos. Además, cuando camina deja un rastro de ácido tras de sí. Al morir, deja a su alrededor un charco de ácido, más pequeño que el que emite, pero igual de corrosivo. Tiene 100 puntos de vida, haciendo de ella un enemigo bastante débil, pero que puede complicar las cosas seriamente si ataca en conjunto con otros infectados.

- Jockey: Infectado pequeño y jorobado que se desplaza como un mono y emite ruidos y risas similares a una hiena. Es bastante ágil y veloz, y utiliza éstas habilidades para saltar sobre los supervivientes y atraparlos, buscando alejarlos de sus compañeros. Su ataque no mata, pero si no se lo elimina puede incapacitar a su víctima, a la vez que los lleva a situaciones peligrosas, como un charco de ácido, una Witch, dejarlo colgado en una cornisa, etc. Sus saltos son erráticos, dificultando al superviviente a la hora de dispararle. Este infectado viste una musculosa blanca y pantalones rojos. Tiene 325 puntos de vida.

### Infectados poco comunes
Forman parte de La Horda, pero tienen ciertas características que los distinguen del resto las cuales dependen del traje (además para que sean fáciles de reconocer sus prendas tienen partes fluorescentes) y tampoco se puede jugar con ellos en el modo Versus. Existe un tipo por cada campaña, los cuales son:
- Agente de la CEDA: Son agentes de la CEDA que fueron infectados con el virus, aún llevando trajes especiales que los iban a proteger contra la infección. Cuando muere, se puede escuchar como su traje se desinfla. Pueden traer consigo frascos con vómito del Boomer (seguramente para llevarla a científicos y desarrollar una posible cura). El traje que llevan puesto es a prueba de fuego, por lo que no se ven afectados por las quemaduras que el molotov pueda ocasionarles. Se encuentran en la campaña Dead Center (Punto Muerto), El Sacrificio y "No Mercy" (Alta Médica).

- Jimmy Gibbs Junior: Es un famoso piloto de carreras que tampoco pudo evitar la infección. Tiene 1000 puntos de salud(al igual que la Witch) y si nos golpea puede nublar nuestra visibilidad, ya que mancha a los supervivientes con combustible de motor. Solo lo podemos encontrar en el último capítulo de Dead Center(Punto Muerto), aunque hay muy pocas posibilidades de dar con él (concretamente un 5%).[3]

- Superviviente caído: Eran supervivientes preparados para hacerle frente a la horda de zombis, pero desgraciadamente no eran inmunes al virus como los protagonistas del juego, por lo que cayeron víctimas del contagio. Estos a pesar de haber caído presa de la infección , mantienen sus ganas y/o esperanzas de vivir ya que al sufrir el mínimo daño estos huirán queriendo mantener a salvo sus objetos. Cuando estos infectados sean derrotados, dejan caer su equipo de supervivencia (botiquines, píldoras, cócteles molotov y/o bombas caseras). Están presentes en la campañas Pantano y Defunción. También los zombis atacan a los supervivientes caídos.

- Payaso: Son payasos infectados que trabajaban en el parque de atracciones Whispering Oaks. Usan unos enormes zapatos que emiten un ruido al caminar, lo que atrae a más infectados. Si les golpeamos en la cara, haremos que su nariz de payaso emita un curioso sonido. Únicamente los encontramos en Feria Siniestra.

- Embarrado: Son habitantes de los pantanos también infectados por el virus. Están cubiertos de fango (haciendo la función de camuflaje) por lo que son difíciles de detectar. Caminan en sus cuatro extremidades y son más rápidos que los demás. Cuando un Embarrado te golpea, te salpica lodo. Si te sigue golpeando, llegará a nublar tu visibilidad. Están en la campaña Swamp Fever y Cold Stream.

- Obrero de la construcción: Son empleados de una compañía demoledora (a cargo de desmantelar el antiguo ingenio azucarero Ducatel) que también fueron atacados por el virus. Llevan puesto unos cascos de construcción que los protegen de los disparos a la cabeza. También usan orejeras industriales que los hacen inmunes a los ruidos que emiten las bombas caseras. Daremos con ellos en El Diluvio,"El Sacrificio" y No Mercy.

- Antidisturbios1: son policías antidisturbios contratados por la CEDA para mantener el orden entre los evacuados en Nueva Orleans, pero que también cayeron víctimas de la infección ya que no eran inmunes y porque los zombis superaban con creces a los agentes antidisturbios. Llevan puesto cascos y trajes antibalas que los protegen de los disparos de las armas, pero solo de frente, ya que por atrás están desprotegidos. Llevan porras de policía, lo que nos proporcionan armas de cuerpo a cuerpo al morir. Nos los podemos encontrar en la campaña La Parroquia y Cold Stream.

* Nombre en español según la traducción oficial del juego.
1 Traducción lógica al español (al no disponer de traducción oficial).

## Sistema de Juego
El juego cuenta con los cuatro modos de su predecesor: el Single player (en el que se juega un solo jugador), el Cooperative (jugamos en línea con otros jugadores), el Versus (podemos jugar como infectados) y el Survival (en el que hay que sobrevivir el mayor tiempo posible). También se han creado dos nuevos modos de juego: el primero llamado Búsqueda, en el cual los supervivientes deben encontrar tanques de gasolina para hacer funcionar un generador, mientras que los infectados tienen que evitar a toda costa que los supervivientes logren su cometido (todo esto con el tiempo en contra). El segundo es el modo Realismo, en el que hay que jugar las mismas campañas, pero con la diferencia de que los supervivientes no brillan si se encuentran muy lejos, ni tampoco se avisa al equipo quien está siendo atacado por un infectado especial. Con la salida de The Passing, apareció un nuevo modo multijugador de nombre Mutación, en donde cada semana se altera uno de los modos para dinamizar aún más el juego.
Las campañas de Left 4 Dead 2 tienen la misma estructura básica que las de Left 4 Dead: una cantidad determinada de capítulos por campaña (cada una separada por un refugio) y el Clímax, que dura entre cinco y diez minutos hasta ser rescatados. 
Pero lo que hace que este juego sea más atractivo respecto a su predecesor es la mejorada inteligencia artificial, apodada el AI Director 2.0. Ésta no solo es la responsable de regular la cantidad de infectados por campaña, sino que además altera los caminos que los supervivientes deben tomar para llegar a un refugio y también controla el clima de forma radical. Y es responsable de las decisiones de la computadora con respecto a la elección de los personajes por género, la de tomar armas cuerpo a cuerpo, al mismo tiempo con la desventaja de no poder usar objetos arrojadizos. Con estos cambios de la inteligencia artificial, esta secuela es mucho más dinámica que su predecesora.

### Mutaciones del modo de juego
- VS-Realista: es el modo enfrentamiento solo con la diferencia de que los supervivientes y objetos no tienen las siluetas que los marcan donde están, ni aparecen sus nombres encima de ellos, así que no deben de separarse ya que si ocurre pueden morir más fácilmente, por otra parte los infectados sufren menos daño en el cuerpo así que hay que apuntar en la cabeza.

- Hemorragia: campaña común y corriente solo que no hay botiquines y vas perdiendo vida con el tiempo. Lo único que puedes encontrar son las píldoras y adrenalinas que te brindaran vida temporal.

- Hemorragia versus: la única modificación es que está en modo versus.

- Litro a litro: es una modificación del modo búsqueda, donde tienes que ir juntando los tanques de gasolina de uno por uno y los supervivientes no podrán separarse.

- Gnomo traumatúrgico: es un modo campaña donde la única diferencia es que te darán al Gnomo Chomspky sin importar la campaña que sea tienes vida temporal y con el Gnomo te curas, lo único importante es llevarlo contigo al final de la campaña.

- El último hombre sobre la tierra: solamente disponible en modo de un jugador, esta mutación es un poco difícil, ya que eres tu solo contra todos los infectados especiales (a excepción del Boomer).

- El hombre de hierro: Campaña en modo experto, sin resurrección y munición limitada. Una vez se pierde la partida, se reiniciará la campaña.

- Masacre con motosierras: en esta mutación solo se permiten usar motosierras. Todos los supervivientes llevan una consigo y es ilimitada .

- Masacre: es un modo campaña donde solo se permiten usar la ametralladora M60 y es ilimitada.

- Espacio para uno: es una campaña normal, solo que en los últimos mapas de cada campaña solo un supervivente puede huir en el vehículo de rescate para eso todos al último se pelean para llegar.

- Tiro a la cabeza: es el modo campaña con la diferencia de que los infectados comunes solo pueden morir de tiros a la cabeza (en esta mutación no aparecen infectados especiales debido a la dificultad que muestra).

- VS-Supervivencia: modo de supervivencia donde los infectados son jugadores humanos y gana el equipo que dure más tiempo.

- Cuatro espadachines: modo campaña donde solo se pueden usar la katana y donde solo aparecen los infectados especiales.

- Doble 4: campaña en la cual los infectados especiales son 8 y reaparecen más rápido

- ¡Taaannnk!: es un modo VS en el que los infectados (jugadores) son siempre Tank y no hay botiquines.

- Versus sin vida: es un modo vs en el cual no hay píldoras, adrenalina ni botiquines lo cual lo hace un reto.

- Temporada de gripe: es un modo con una campaña normal solo que salen boomers, spitters, tanks e infectados normales pero es muy difícil ya que los boomers y las spitters salen más rápido y los boomers no dejan de vomitar.

- Partida de caza: Campaña en donde los infectados especiales son hunters, además de haber tanks y witches en ciertos puntos.

- Pistolero solitario: Una campaña en donde se utiliza exclusivamente la mágnum como arma principal, también están presentes los objetos arrojadizos y píldoras. Los únicos infectados especiales son el tank, la witch, el boomer, el jokey, el hunter, la spiter  y el charger, sin contar con el lado femenino del boomer, la mujer boomer. A pesar de haber casi siempre infectados comunes en toda la campaña, éstos tienen un daño mayor por golpe: en dificultad normal causan 20 puntos de daño y en experto te incapacita en el acto.

- Confogl: Modo enfrentamiento en donde los supervivientes solo pueden llevar armas de primer nivel (escopeta corrediza, metralletas y pistolas (excluyendo el mágnum). No hay botiquines y solo hay píldoras y adrenalina.

### Armas y objetos
Podemos encontrar una gran variedad de armas a lo largo del juego para combatir con los enemigos:
- SIG P220 Capacidad de 15 balas y tiene balas infinitas así como una recarga rápida, puede combinarse con otra pistola si se encuentra durante el nivel o en los refugios. Son imprecisas a distancia, pero con dos balas un infectado común caerá si se está a la distancia correcta. Es el arma por defecto del jugador, aun cuando se encuentre abatido teniendo un arma de cuerpo a cuerpo.
- Glock 171 Es la segunda pistola que llevamos con las mismas características.
- Desert Eagle/Mágnum es la pistola más potente y precisa con munición infinita con cargadores de 8 balas
- Uzi 650 municiones como máximo, en cargadores de 50 balas. Tiene un buen rango de precisión, especialmente a corta distancia.
- Mac-10 650 municiones como máximo, en cargadores de 50 balas. Tiene un buen rango de precisión, especialmente a corta distancia
- H&K MSG90
- Escopeta táctica Benelli M4: Proveniente de la primera entrega. Se redujo su capacidad de 127 a 90 balas en depósito recargable de 10.
- Escopeta de combate SPAS 12 90 cartuchos en un depósito tubular de 10. Ideales para ataques a corta distancia. Increíblemente imprecisa en largas distancias.
- Metralleta MP5: Exclusivo de la versión alemana.
- Rifle de asalto SIG SG 552: Exclusivo de la versión alemana.
- M16 Arma precisa y dañina. Tiene una capacidad máxima de 360 balas, en cargadores de 50 (Tiene una skin especial que consta de una pequeña cinta roja en el cargador, esta se puede encontrar en la campaña de Hard Rain)
- AK-47: Arma de largo alcance y daño con 40 capacidad de balas (Se añadieron tres skins para la AK-47 en la actualización de The Last Stand)
- SCAR: Arma de largo alcance que tiene una capacidad de 60 balas pero lenta al recargar
- Ametralladora M60 No se puede recargar, tiene un clip de 150 balas, es imprecisa, pero con una mira láser es muy buena.
- Frasco de Bilis de Boomer3 Un frasco de bilis que al ser lanzado atrae a la mayoría de infectados, tanto normales como algunos especiales.
- Ametralladora pesada Browning M2 Solo se encuentran en finales de campaña, no se encuentra en campañas de la primera entrega, es buena contra zombis de todo tipo, si se tiene disparando durante mucho tiempo se calentara y tendremos que esperar 1 minuto para volver a usarla.
- Minigun: Es un arma montada que aparece en algunas zonas de los mapas de l4d1 que es reemplazada en l4d2,aparece en emplazamientos militares abandonados que se utilizaron para intentar contener la infección lo que obviamente no funciono, si se mantiene disparando continuamente durante 20 segundos se calentara y no se podrá usar hasta esperar 4 segundos
- Lanzagranadas M79 Causa gran explosión eliminando a varios Zombis a la vez, de carga lenta, con 31 granadas y no se puede recargar, sustituye tu arma principal.

Sin embargo, la mayor novedad en el arsenal del juego con respecto al de su predecesor es la incorporación de las armas cuerpo a cuerpo. Son extremadamente potentes:
- Cuchillo
- Hacha de bomberos
- Sartén
- Palanca
- Bate de críquet7
- Machete
- Katana
- Guitarra eléctrica
- Porra/Tonfa
- Palo de golf2
- Motosierra6
- Bate de béisbol
- Escudo antidisturbios (solo en la versión alemana)
- Pala
- Horca

### Otros Objetos
- Botiquín de primeros auxilios: Es una pequeña mochila con una cruz roja que devuelve gran parte de la barra de vida (80 por ciento), solo basta con llevarla equipada y mantener pulsado el botón asignado por algunos segundos para usarlo. Es de uso único e instantáneo.

- Píldoras analgésicas:  proveniente la primera entrega. No curan realmente al jugador, sino que su efecto analgésico llenará parcialmente la barra de vida, pero con el correr del tiempo esta se irá desvaneciendo, quedando el jugador con una barra cada vez más reducida. Uso único e instantáneo.

- Inyección de adrenalina: Como su nombre lo indica, es una pequeña jeringa que, al usarse recupera parcialmente la salud del superviviente que la uso y le otorgara algunos segundos de mayor velocidad. Uso único e instantáneo.

- Desfibrilador desechable: Se utiliza para revivir a un compañero muerto. Proporciona 50 puntos de vida sólida al compañero fallecido después de su uso..

- Munición incendiaria: Queman a todo zombi que reciba impacto, quemará momentáneamente a los infectados especiales. Una vez adquirido, se proporcionará un cargador con dicha munición. Vienen en paquetes de color naranja.

- Munición explosiva: Es lo mismo que las incendiarias, la única diferencia es que al impactar hará una pequeña explosión, aturdirá/empujara a cualquier infectado especial que tenga a una víctima.

Así mismo encontramos objetos especiales con el fin de colocarlos en algún lugar estratégico y causar una explosión o un incendio al disparar contra ellos (exceptuando los 2 últimos):
- Bombona con propano  produce una explosión considerable y para que funcione se debe disparar dos veces al tanque, una para abrir la válvula y una más para realizar la explosión.

- Tanque con oxígeno  explota, aunque el impacto que produce no es tan dañino como el tanque de gas propano. El jugador primero le deberá disparar para liberar el gas, y luego hacerlo de vuelta para producir la explosión.

- Bidón con gasolina  produce fuego instantáneo y de gran magnitud y extensión. Es una alternativa al cóctel Molotov.

- Caja con fuegos artificiales  produce fuegos artificiales de mediana magnitud y extensión. Es una alternativa al cóctel Bidón de Gasolina.

- Caja con refrescos Solo disponible en Dead Center, se usa como medio de pago para Whitaker para seguir el camino.

- Gnomo Chompski Solo disponible en la Feria Siniestra, se desbloquea en un minijuego alcanzando los 760 puntos o más, si lo llevamos hasta el nivel final y que nos rescate con el gnomo, se desbloquea un logro "No sin mi gnomo".

Al igual que en el primer juego, podremos dar golpes (independientemente del objeto que estemos llevando en la mano) para aturdir y dispersar un poco a los infectados en los momentos delicados. Hay que destacar también la posibilidad de encontrar miras láser para nuestras armas de fuego, que mejorarán considerablemente nuestra precisión.
1  Solo se puede portar combinándola con la pistola P220 (una en cada mano).
2 Solamente disponible en la campaña The Passing y "The Sacrifice".
3 No provoca daño alguno, pero puede hacer que los infectados se peleen entre ellos.
4 No podremos llevarla con nosotros (está fijada al suelo).
5 No podremos llevarla con nosotros (está fijada al suelo) y solamente está disponible en No Mercy.
6 Posee un uso limitado.
7 Solamente disponible para los usuarios que compraron el juego en preventa.
8 Nos proporciona únicamente salud temporal.
9 Nos proporciona únicamente salud temporal y nos permite ser más rápidos y fuertes (momentáneamente).
10 Devuelve a la vida a los supervivientes ya fallecidos (A menos que hayan muerto de una caída).
11 Se encuentra en Dead Center y hay que entregársela al dueño de una tienda de armas para que nos ayude a llegar al centro comercial.
12 Enano de jardín que solo aparece en Dark Carnival. Lo ganamos si logramos una puntuación de 760 o superior en un juego de tiro al blanco en la segunda fase de la campaña. Si además lo llevamos con nosotros durante toda la campaña hasta ser rescatados se desbloquea un logro (al igual que en Half-Life 2: Episode Two).

## Crossover
Left 4 Dead no se quedó solo con esa aparición, en Minecraft (específicamente en la versión de la Xbox 360 y Xbox One) puedes adquirir a los personajes de la serie, incluso a los infectados especiales para poder utilizarlos como lo son Ellis, Rochelle, Zoey, Francis, Bill, Louis, Nick, Coach, The Witch, Hunter, Smoker y The Boomer.
En sendas ampliaciones gratuitas exclusivas para las versiones de PC de cada título, desde el 5 de abril los usuarios de PC pueden escoger dentro del modo The Mercenaries No Mercy (Resident Evil 6) a Coach, Nick, Ellis y Rochelle de L4D2, con armas creadas para la ocasión, además del cameo de dos de los enemigos más icónicos: la Witch y el Tank.
En primavera también, aunque sin fecha exacta, Left 4 Dead 2 permitirá combatir dentro de su universo con los enemigos Lepotitsa, Napad y Ogroman de Resident Evil 6 , enfrentándonos a un nuevo desafío cuando las criaturas de Capcom infecten el universo de L4D2.
En el videojuego Zombie Army Trilogy como parte de una actualización gratuita, están disponibles como personajes jugables los ocho protagonistas de la saga (Bill, Coach, Nick, Ellis, Francis, Louis, Rochelle y Zoey).
En 2017 para el videojuego Dead by Daylight, como parte del DLC "Left Behind" está disponible el personaje de Bill como Superviviente. Pero a comparación de otros crossovers este parece ser la continuación directa de lo que le pasó después de la campaña "The Sacrifice", lo que podría significar que Bill si sobrevivió, aquí también se revela su nombre completo: William "Bill" Overbeck.
En Payday: The Heist hay una misión titulada "No Mercy" en la cual los protagonistas del mismo tiene que ir al hospital Mercy (Que aparece en Left 4 Dead) y tienen que robar la sangre de un paciente infectado y escapar, en la misión pueden usar las máscaras de los infectados del juego para los personajes, te puedes encontrar con Bill en un elevador, y hay un final alternativo en el que parece ser que los protagonistas de Payday inician la infección de Left 4 Dead.
En octubre de 2019, por el décimo aniversario de Left 4 Dead 2, Dying Light trajo un evento especial donde se le permitió a sus jugadores crear tres armas cuerpo a cuerpo icónicas de L4D2: la guitarra, el sartén y el palo de golf cambiando también el comportamiento de los infectados del juego para que fueran más similares a los de Left 4 Dead, llenando el mapa de víricos (zombis agiles, rápidos y agresivos) que atacan al jugar en grupo. En halloween de 2020 Techland lanzó un segundo evento crossover con Left 4 Dead 2, donde incluyeron a Bill como personaje jugable dentro del juego, al Gnomo Chompski como una nueva arma a dos manos y la posibiliad de usar balas incendiarias, de igual modo llenando el mapa del juego con víricos.